# Rosemarijn Hoefte
Rose Marie Adelheid Leonie (Rosemarijn) Höfte (Sittard, 11 juni 1959) is een Nederlands historicus en surinamist. Zij publiceert onder de naam Rosemarijn Hoefte.
Hoefte werd geboren in Sittard en groeide op in Maastricht. Zij studeerde geschiedenis aan de Rijksuniversiteit Leiden en aan de University of Florida in Gainesville. Aan deze instelling promoveerde zij in 1987 op een proefschrift over Brits-Indische en Javaanse contractarbeid in Suriname, Plantation labor after the abolition of slavery: the case of plantation Marienburg (Suriname), 1880-1940. Een bewerking daarvan verscheen als In Place of Slavery (1998).
Rosemarijn Hoefte was hoofd van de Caraïbische Afdeling en vervolgens hoofd Collecties van het KITLV in Leiden en eindredacteur van de Nieuwe West-Indische Gids/New West Indian Guide. Zij is namens het KITLV redactiedlid van het tijdschrift voor surinamistiek, Oso. Behalve in de genoemde tijdschriften publiceerde artikelen in onder meer Latinamericanist, Boletín de estudios latinoamericanos y del Caribe, Hemisphere: a magazine of Latin American and Caribbean affairs, Intermediair, Internationale spectator: tijdschrift voor internationale politiek, Journal of Interamerican Studies and World Affairs, Slavery & abolition: a journal of comparative studies, International labor and working-class history, het vrouwengeschiedenistijdschrift Historica en Wadabagei: journal of the Caribbean and its diaspora, en in verschillende bundels. Zij was medesamensteller van de serie Caribbean Abstracts.
Rosemarijn Hoefte werd in 2017 met steun van het KITLV en de KNAW benoemd tot (onbezoldigd) bijzonder hoogleraar Geschiedenis van Suriname sinds 1873 in vergelijkend perspectief aan de Universiteit van Amsterdam. Zij hield op vrijdag 16 maart 2018 haar inaugurele rede, getiteld Koloniale stuiptrekking: Het experiment Suriname in de jaren 1930.

## Boekpublicaties
- A bibliography of Caribbean migration and Caribbean immigrant communities. [Redactie samen met Rosemary Brana-Shute.] Gainesville: University of Florida, Center for Latin American studies; University of Florida Libraries. Reference and Bibliographic Department; University of Florida Libraries, Reference and Bibliographic Department, in coop. with the University of Florida, Center for Latin American Studies, 1989
- Suriname. Oxford (etc.): Clio Press, 1990. (World bibliographical series, vol. 117.)
- De betovering verbroken: de migratie van Javanen naar Suriname en het rapport Van Vleuten (1909). Dordrecht [etc.]: Foris Publications, 1990. (Koninklijk Instituut voor Taal-, Land- en Volkenkunde, Caribbean series, 12.)
- Echo van Eldorado. Leiden: KITLV Uitgeverij, 1996. Redactie samen met Gert Oostindie.
- In Place of Slavery; A Social History of Britsh Indian and Javanese Laborers in Suriname. Gainesville: University Press of Florida, 1998.
- Twentieth-Century Suriname; Continuities and Discontinuities in a New World Society. Kingston: Ian Randle/Leiden: KITLV, 2001. Redactie samen met Peter Meel.
- Suriname: gezichten, typen en costumen naar de natuur getekend door A. Borret.  [Samengesteld door] Rosemarijn Hoefte en Clazien Medendorp. Leiden: KITLV, 2003.